# Philadelphia Quakers (NHL)
A Philadelphia Quakers a Pennsylvania állambeli Philadelphia város első National Hockey League-ben játszó professzionális jégkorongcsapata volt. Az 1929–1930-as NHL-szezon után pénzügyi nehézségek miatt az eredeti Pittsburgh Pirates Philadelphiába költözött, majd mindössze egy szezon után csődbe ment és megszűnt.

## Tabella
| Amerikai-divízió     | MSz | Gy | V  | D | P  | SzG | KG  |
| -------------------- | --- | -- | -- | - | -- | --- | --- |
| Boston Bruins        | 44  | 28 | 10 | 6 | 62 | 143 | 90  |
| Chicago Black Hawks  | 44  | 24 | 17 | 3 | 51 | 108 | 78  |
| New York Rangers     | 44  | 19 | 16 | 9 | 47 | 106 | 87  |
| Detroit Falcons      | 44  | 16 | 21 | 7 | 39 | 102 | 105 |
| Philadelphia Quakers | 44  | 4  | 36 | 4 | 12 | 76  | 184 |

A vastagon szedett csapatok jutottak be a rájátszásba.